# Марьино (Минская область)
Марьино (бел. Ма́р’іна) — посёлок, расположенный в северном пригороде города Марьина Горка. Был основан в 1876 году, вместе со строительством там Марьиногорской сельскохозяйственной школы.
В Марьино проходит железная дорога с остановочным пунктом «Техникум».

## История
Посёлок был основан в 1876 году в связи с открытием Марьиногорской сельскохозяйственной школы (ныне Марьиногорский аграрно-технический колледж). Имена знаменитых деятелей сельского хозяйства носят улицы посёлка Марьино.

## Железная дорога
Через территорию поселка проходит Минское отделение Белорусской железной дороги Минск — Гомель, остановочный пункт — Техникум.

## Марьиногорский аграрно-технический колледж
29 мая 1876 года в поселке Марьино была основана сельскохозяйственная школа по указу императора Александра II. В январе 1911 года школа была преобразована в сельскохозяйственное училище низшей ступени, в августе 1918 года — в среднее, с марта 1921 года — в Марьиногорский сельскохозяйственный техникум.
В 1949 году при техникуме образовано заочное отделение.
В 1970 году, в результате объединения учебно-исследовательской хозяйства с соседним колхозом «Авангард», техникум был преобразован в совхоз-техникум.
24 декабря 1984 года совхозу-техникуму было присвоено имя выпускника Владимира Елисеевича Лобанка.

## Население

### Численность
- 2019 год — 846 жителей

### Динамика
- 2009 год — 1251 жителей
- 2019 год — 846 жителей

## Достопримечательность
- Комплекс зданий сельскохозяйственной школы (вторая половина XIX в.)
- Мемориальная доска в честь поэта З. Я. Бирало
- Мемориальная доска в честь учёного И. Д. Юркевича
- Церковь Св. Татьяны

## Галерея

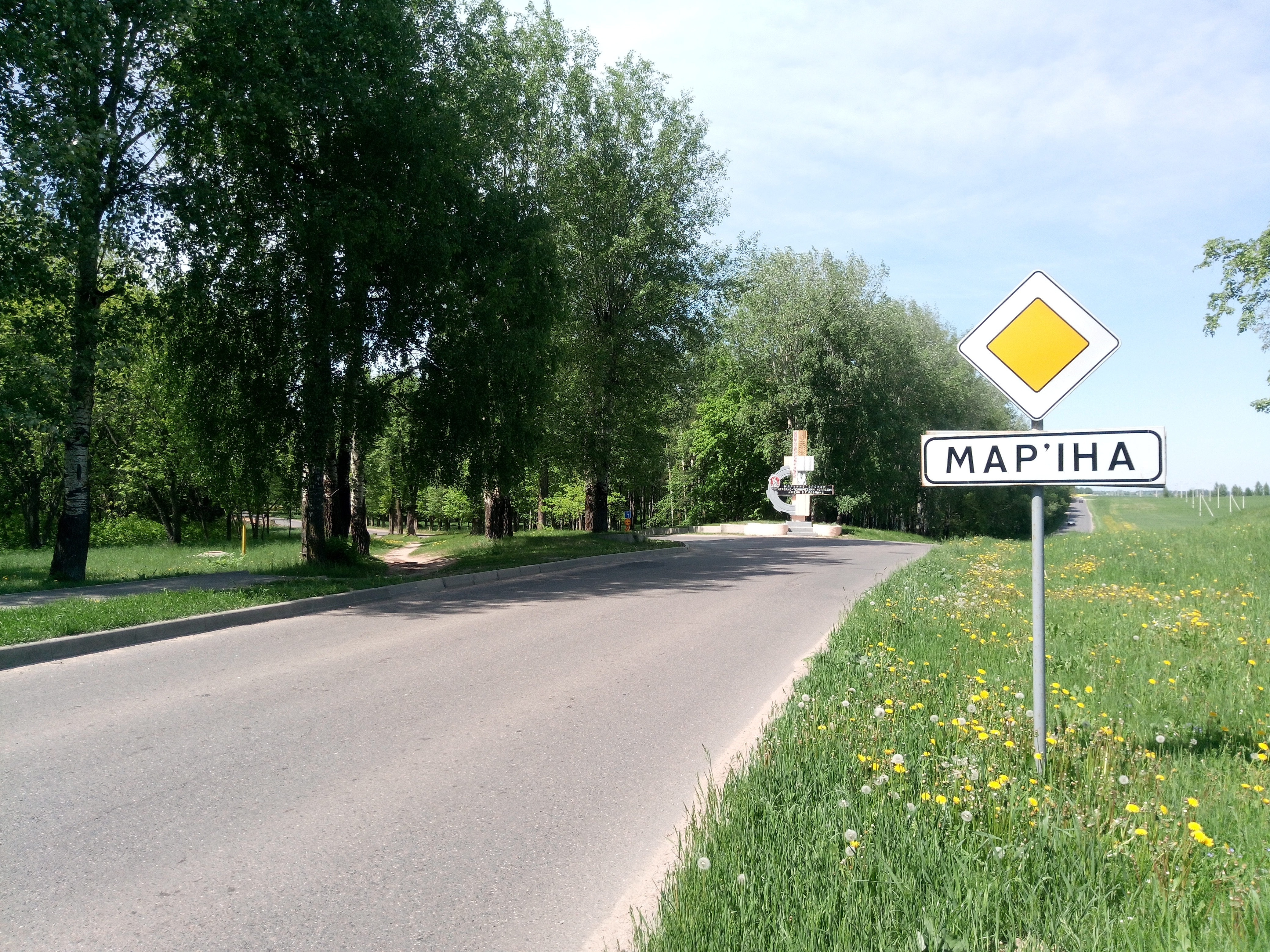
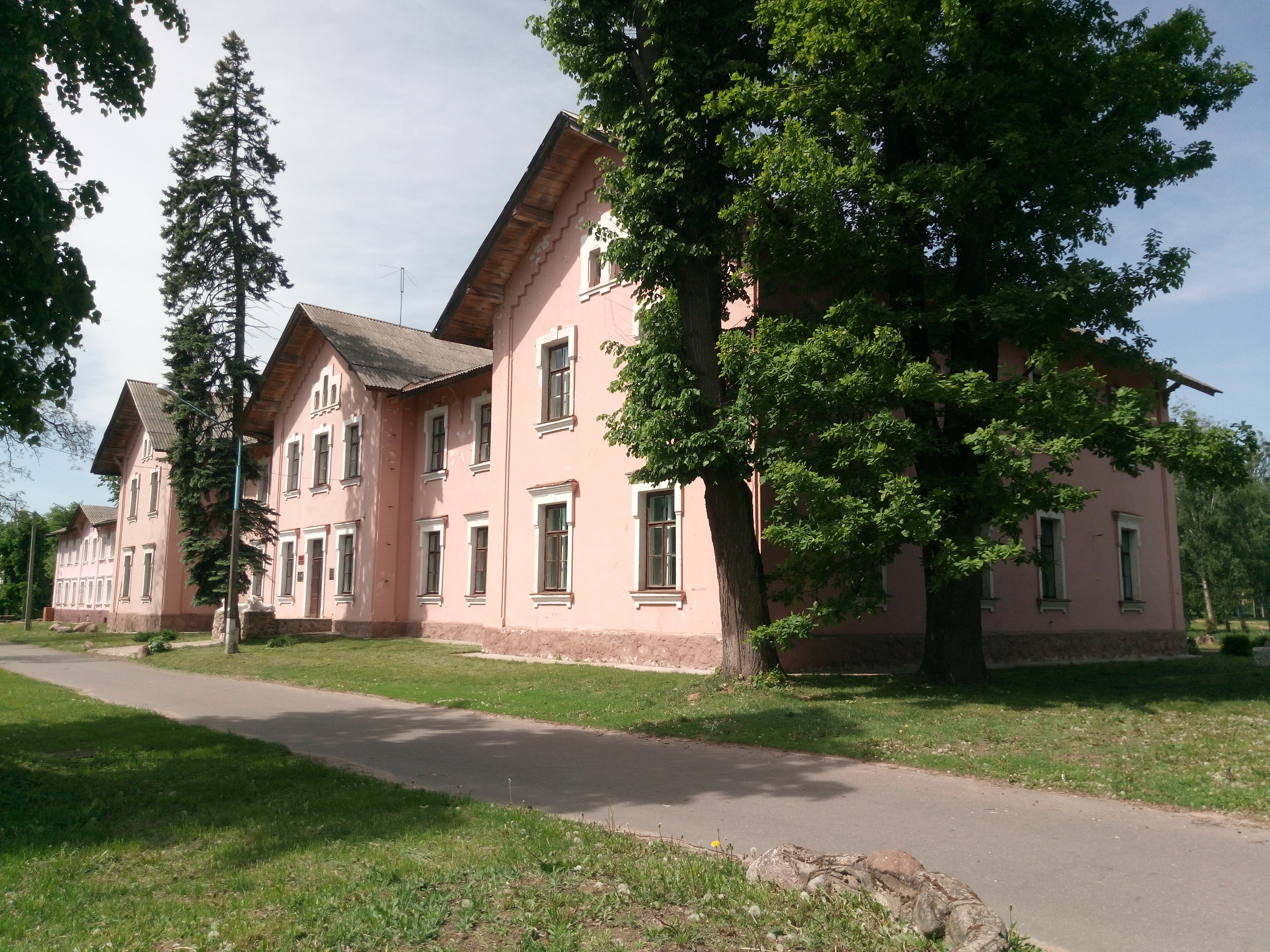
Колледж
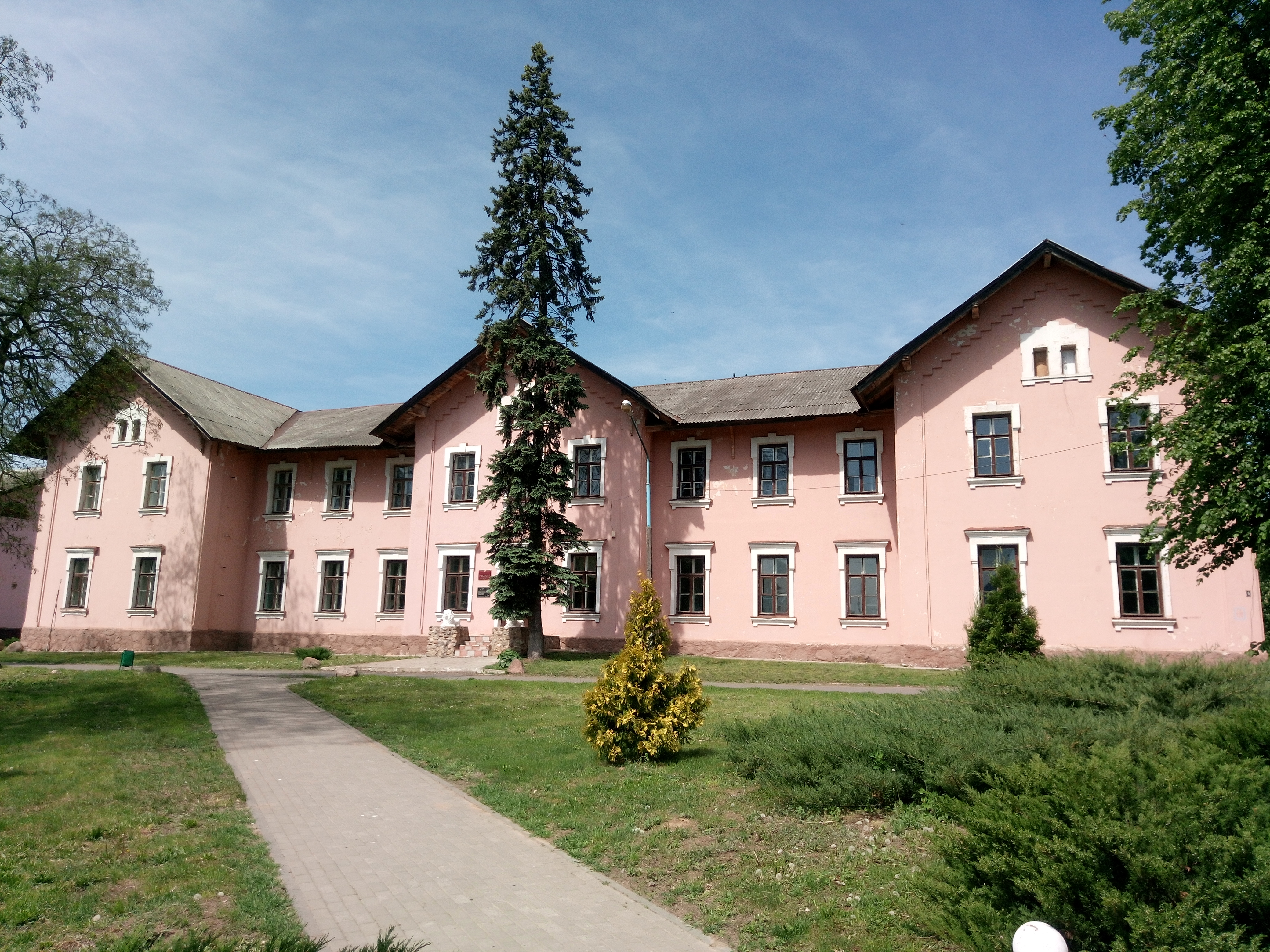
Колледж
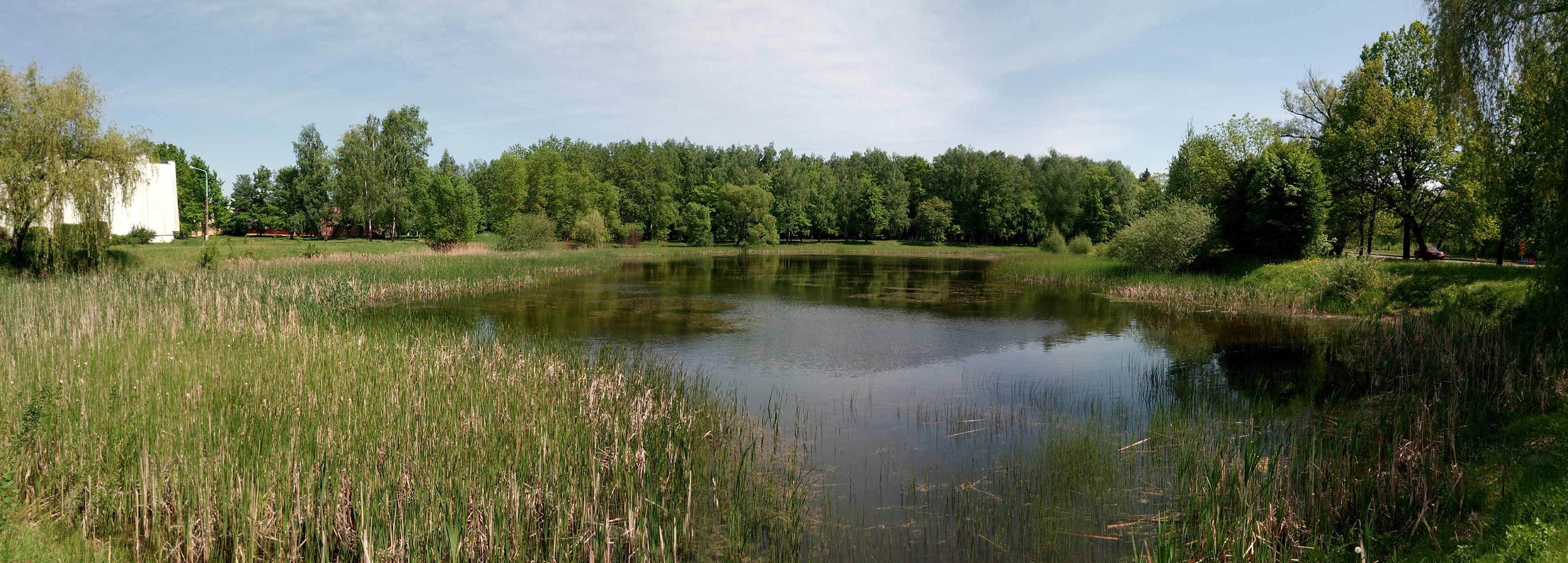
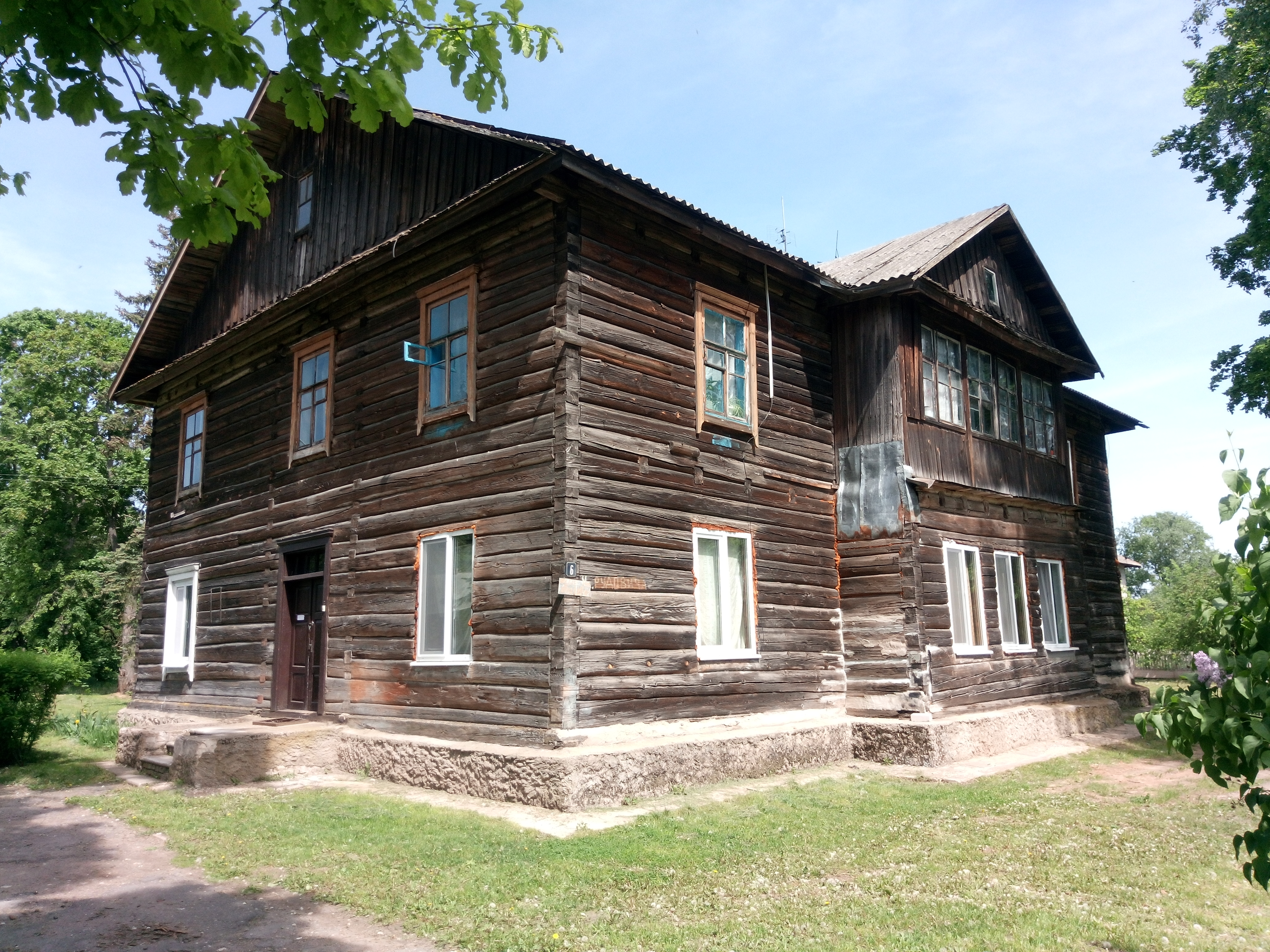
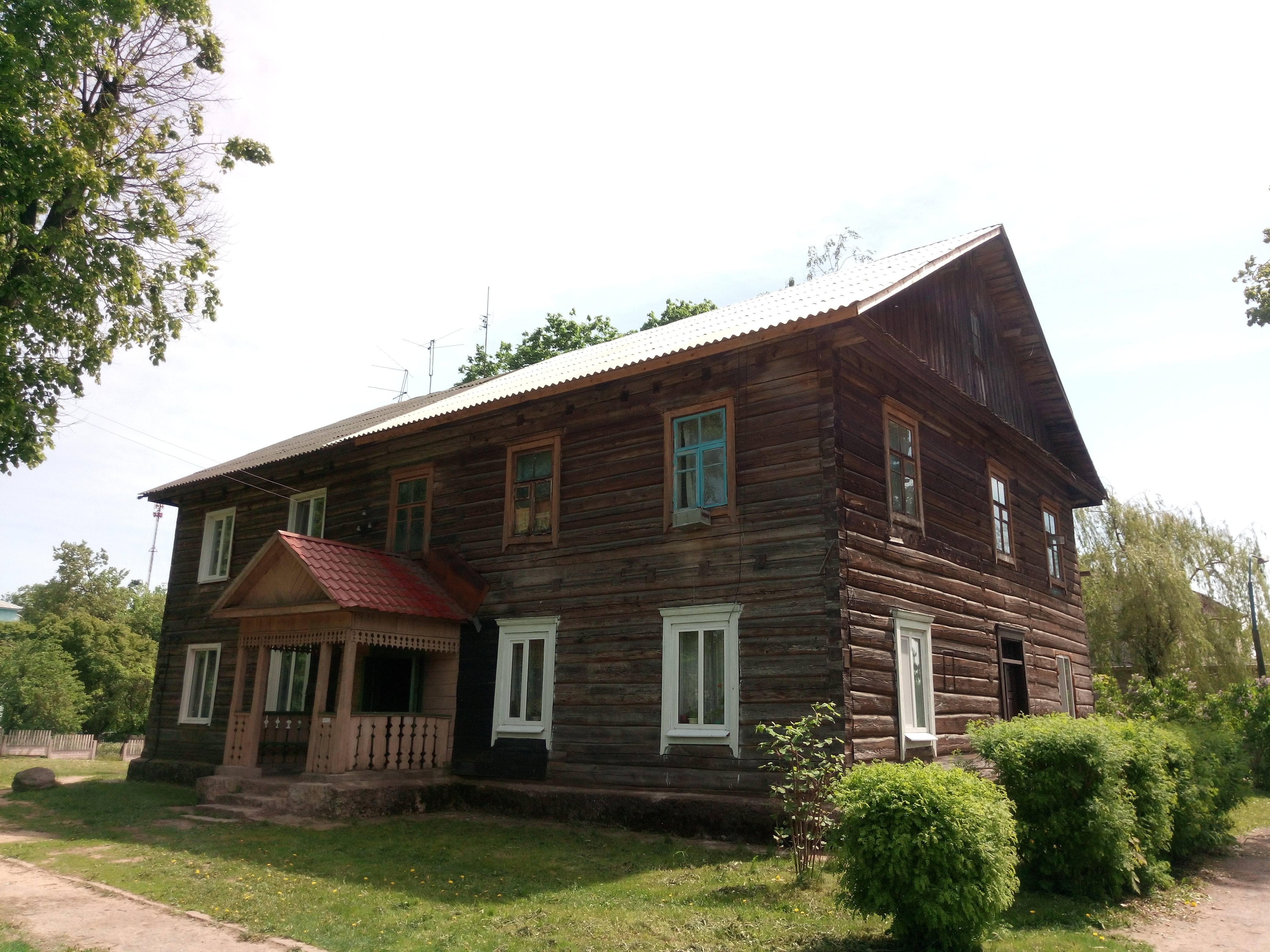